# Jeseník nad Odrou (zámek)
Zámek Jeseník nad Odrou (něm. Deutsch Jassnik) se nachází ve stejnojmenné obci, ležící asi 7,5 kilometrů severozápadně od centra okresního města Nového Jičína v Moravskoslezském kraji. Původně renesanční tvrz z konce 16. století, v první polovině 18. století rozšířená a přestavěná do podoby skromného venkovského barokního zámku, později klasicistně upravovaného, je od 3. května 1958 chráněna jako kulturní památka.

## Historie

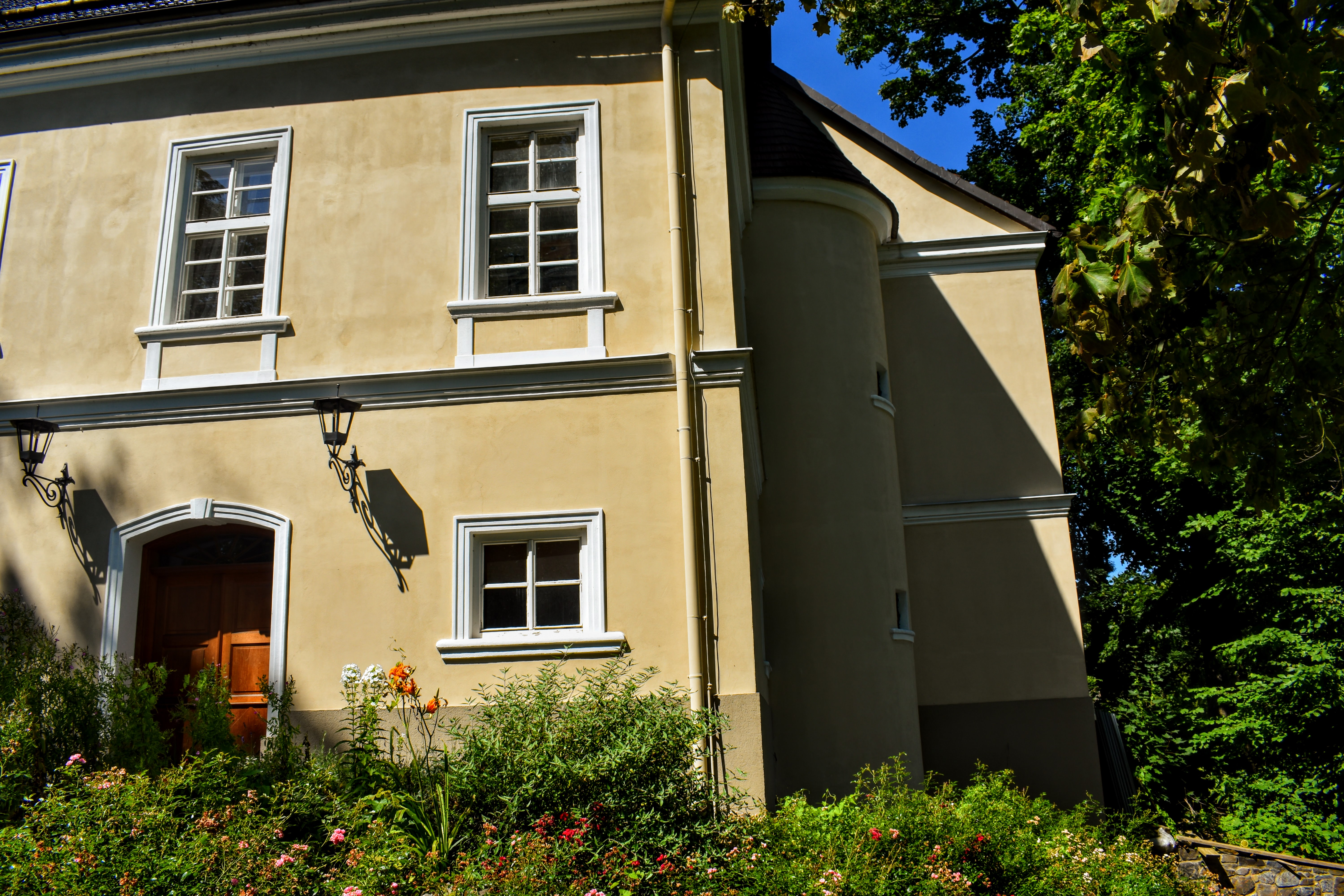
Detail severovýchodní části zámku s okrouhlou nárožní věží, pozůstatkem někdejší renesanční tvrze

Předchůdkyní dnešního zámku byla renesanční tvrz, zbudovaná na okraji svahu jesenického rybníka šlechticem Janem Bohušem (Bohuslavem) ze Zvole a na Odrách († 1607) někdy mezi léty 1596–1599. Z této staré tvrze se dochovala pouze okrouhlá věž, situovaná v severovýchodním nároží zámku, jež byla odkryta během novodobých stavebních úprav v roce 1980; historik František Musil se domnívá, že tato věž neměla obrannou, ale spíše dekorativní úlohu, podobně jako tomu bylo v případě obdobných věží na některých jiných moravských šlechtických sídlech té doby (Dolní Životice, Hrubčice). Při obnažení omítek bylo dále zjištěno, že přízemní zdivo věže a severovýchodních partií zámku nese stopy po nevelkém požáru.
Po smrti Jana Bohuše ze Zvole přešlo jesenické panství do zástavy Adamovi Felixovi Žampachovi z Potštejna († před r. 1624), jemuž však bylo pro jeho účast na stavovském povstání po bitvě na Bílé hoře zkonfiskováno. Dalším zástavním držitelem Jeseníku se poté stal Ludvík rytíř z Tharoullu, rodák z valonského Lutychu, který se kariérně uplatnil coby zemský hejtman krnovského knížectví a lenní soudce biskupa olomouckého. Roku 1650 se panství dostalo zpět do rukou pánů ze Zvole, přičemž Jan Bernard ze Zvole († 1675) dal v roce 1652 sepsat nový urbář, v němž je jesenická tvrz popisována jako nedávno postavená dvoupodlažní budova se štítem, pavlačí a přilehlým hospodářským dvorem. Karel Jindřich ze Zvole, syn Jana Bernarda, odprodal jesenické panství v roce 1684 Jiřímu Kryštofovi svobodnému pánovi Pruskovskému z Pruskova (1629–1701), ale ten jej už o rok později za 17 000 zlatých intabuloval Anně Kateřině ovdovělé z Witten, rozené svobodné paní z Kochtic († 1691).
Syn Kateřiny z Witten, císařský komorník Rudolf Kryštof svobodný pán z Witten († 1733), se do vývoje stavební podoby objektu zapsal jeho kompletní přestavbou, dokončenou patrně v roce 1728. Tvrz byla tehdy rozšířena jižním směrem přístavbou nové obytné části s kamenným portálem a dlouhou klenutou chodbou v přízemí, čímž budova nabyla podoby barokního zámku. I přes veškeré stavební aktivity se ale Witten v Jeseníku nad Odrou příliš nezdržoval, v jeho držení se totiž nacházel ještě městský dům v Olomouci a rovněž panství Chudobín u Litovle se zámkem, kde také 7. července 1733 zemřel. Podle pozůstalostního inventáře z roku 1733 disponoval jesenický zámek vlastní kuchyní, jídelnou, ložnicí a několika soukromými pokoji. Dědicem Wittenova majetku se stal jeho nevlastní syn František Reinhold z Andlern († 1766), roku 1737 povýšený do říšského hraběcího stavu s predikátem „z Andlern-Witten“. Posledním majitelem zámku z rodu Andlern-Witten byl Filip říšský hrabě z Andlern-Witten († 1789), syn a dědic Františka Reinholda, po jehož smrti bylo na zámku zaevidováno jenom několik stolů a skříní z měkkého dřeva, starý obraz a patrně porcelánový servis.

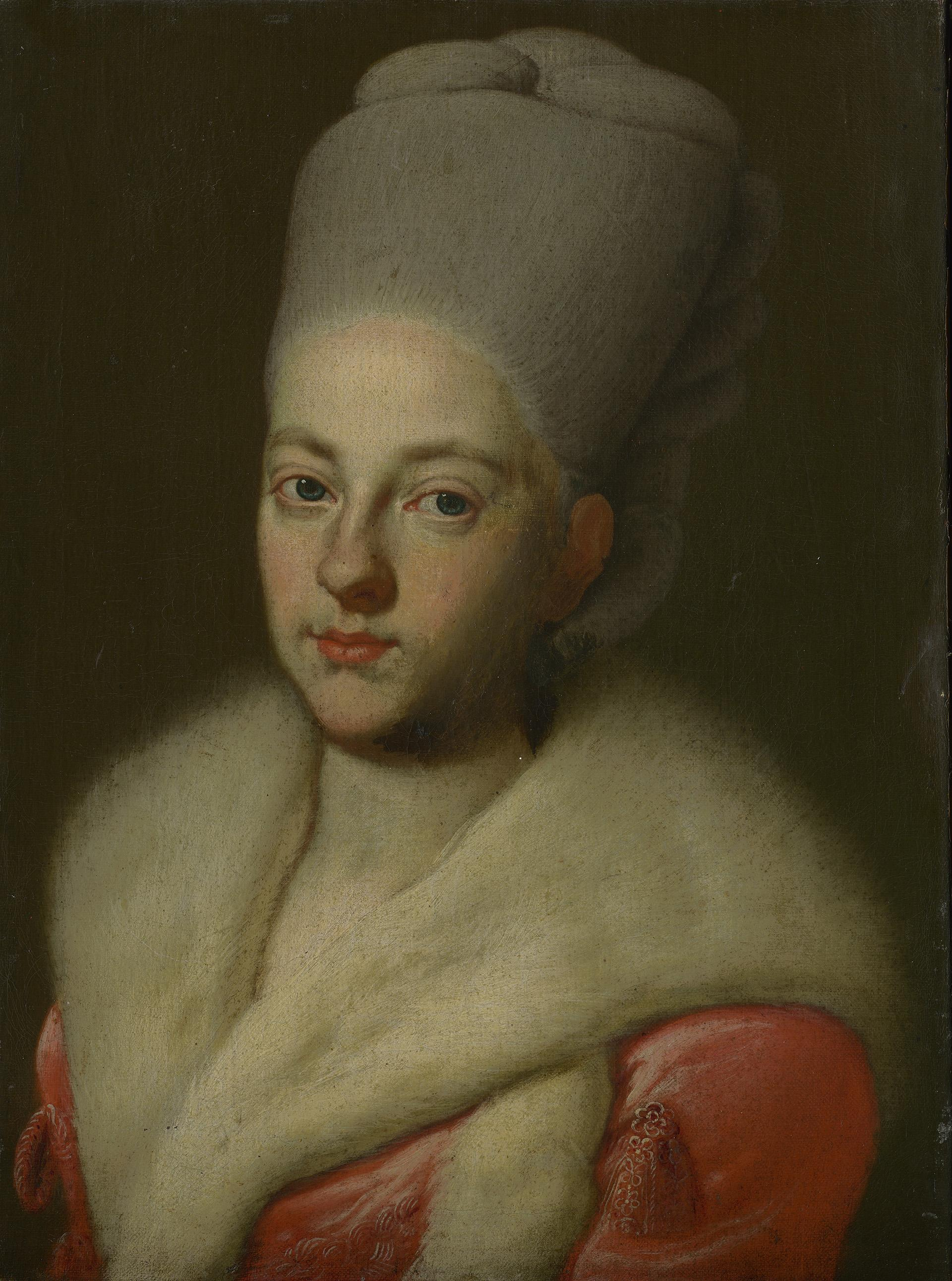
Marie Walburga hraběnka z Truchsess-Waldburg-Zeilu, rozená hraběnka z Harrachu (1762–1828), majitelka Jeseníku nad Odrou v letech 1800–1821

Jeseník nad Odrou připadl Andlernově neteři Marii Anně svobodné paní z Gilleis, jež ho v roce 1800 za 90 000 zlatých odprodala Marii Walburze hraběnce z Truchsess-Waldburg-Zeilu, rozené hraběnce z Harrachu (1762–1828), přední představitelce moravského osvícenství, filantropce a majitelce sousedního panství Kunín. Nová majitelka zámek využívala pro občasné krátkodobé pobyty a vyjížďky, z výraznějších stavebních úprav lze zmínit alespoň položení prkenné podlahy, která v jedné z místností překryla starší neglazovanou keramickou dlažbu. Z tohoto období pochází také nejstarší známé vyobrazení zámku - kresba, vyhotovená roku 1817 fulneckým malířem Františkem Kletenským, zachytává východní trakt zámku před jeho klasicistními úpravami, obklopený sady a objekty přilehlého hospodářského dvora. V roce 1821 se stal majitelem Jeseníku nad Odrou nobilitovaný lékař Valentin Laminet z Artzheimu, který panství od hraběnky z Truchsess-Waldburg-Zeilu odkoupil za 65 000 zlatých. Právě Laminet byl s největší pravděpodobností iniciátorem poslední rozsáhlé přestavby objektu, jež mu vtiskla klasicistní ráz; stavba tehdy obdržela obdélníkový půdorys, který překryl veškeré vnější pozůstatky po někdejší tvrzi, západní vstupní průčelí získalo nový štít, jehož osa se stala základem souměrnosti celé budovy a zřízeny byly též dva další vstupní portály. Fasády ozdobila kordonová a podstřešní římsa, okna dekorovaly nové šambrány a východně od zámku vznikl krajinářský park.
Po odchodu Laminetů v roce 1831 se majitelé zámku často střídali. V letech 1831–1835 ho vlastnili Stückerové z Maiersdorfu, po nich v letech 1835–1848 rodem francouzský šlechtic Emanuel Julius Roger de Ressequier, markýz Miremont a mezi roky 1848–1851 Maxmilián Viktor d'Harnoncourt. Poslední jmenovaný prodal zámek i s velkostatkem za 140 000 vídeňskému velkoobchodníkovi Ferdinandovi Zinnerovi († 1862), jehož pozůstala manželka Paulina († 1892) odkázala velkostatek neteři Karolíně Wägererové († 1945), provdané za korvetního kapitána Richarda Heinricha Cischiniho († 1912). Manželé Cischiniovi nechali kolem roku 1900 upravit vstupní průčelí, nově doplněné o atiku a hodiny. Střešní šindel byl nahrazen keramickými pálenými taškami. Během pozemkové reformy v roce 1927 byl zámek spolu se sladovnou a hospodářským dvorem ponechán ovdovělé Karolíně Cischiniové, u které v Jeseníku nad Odrou pobýval její synovec Heinrich Stücker z Maiersdorfu, jenž se hlásil k německé národnosti, po roce 1939 narukoval do Wehrmachtu a padl na východní frontě. V květnu 1945 byla zámecká rezidence obsazena vojáky Rudé armády, přičemž o pět let později bylo pracovníky Památkového ústavu v Brně konstatováno, že se nachází v neutěšeném stavu, se zcela poničenými a prázdnými interiéry.
Ačkoliv byla budova v 50. až 70. letech 20. století využívána pro kancelářské či bytové účely místních socialistických zemědělských organizací (Státní statek Hladké Životice, JZD Jeseník nad Odrou), její technický stav nebyl vyhovující. Generální rekonstrukce, uskutečněná počátkem 80. let 20. století, měla za následek zjednodušení klasicistních fasád i vážné narušení původní interiérové dispozice prvního patra; zároveň však došlo k odstranění klasicistních přístaveb v severovýchodním nároží, díky čemuž se podařilo odkrýt cenné architektonické pozůstatky původní renesanční tvrze. Po roce 1989 se správy zámku ujala obec, která jej ale po čase odprodala soukromým vlastníkům, kteří zahájili jeho postupnou obnovu. V červnu 2009 byl zámecký areál vážně poškozen povodní. Po další rekonstrukci objekt slouží jako penzion s restaurací, zaměřující se na konání soukromých oslav a firemních akcí.

## Architektura

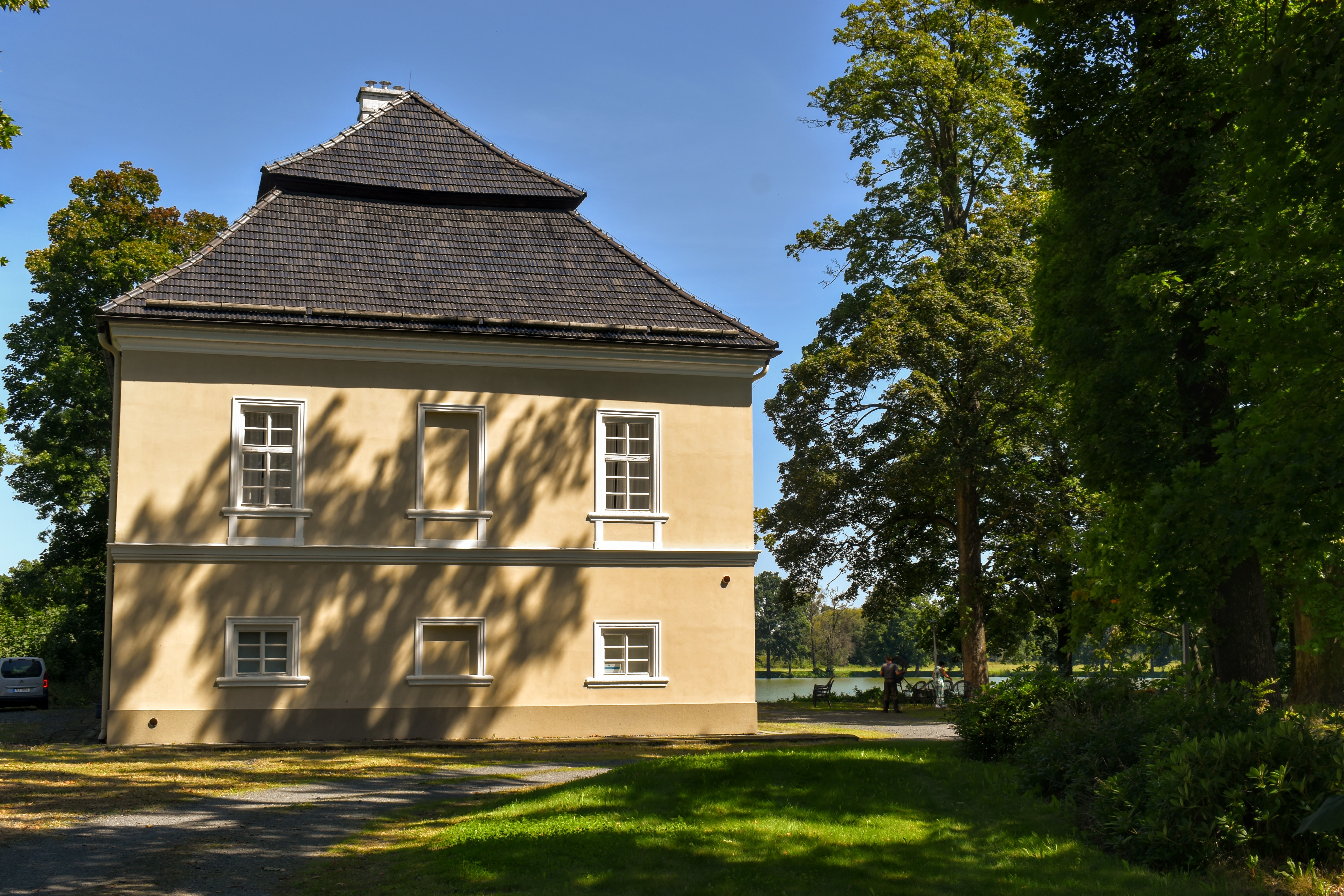
Jihozápadní strana

Zámek se rozkládá v severní nejníže položené části obce, nedaleko soutoku řeky Odry a potoka Luhy. Od řečiště Odry je zámecký areál oddělován rozlehlým Jesenickým rybníkem. Stavba má podobu jednoduché patrové budovy na půdorysu obdélníku, krytá je vysokou mansardovou střechou. Západní jedenáctiosé průčelí zdobí štít. Přízemní okna jsou téměř čtvercová, zatím co okna v patře mají podobu obdélníku. Omítka je hladká, z dob klasicistní přestavby jsou dochovány okenní šambrány, kordonová i podstřešní římsa. Několik místností v přízemí si uchovalo původní klenby, prostory v patře jsou plochostropé. Zámek je obklopen krajinářským parkem s volně rostoucími dřevinami, v jehož středu se od roku 1846 nacházela dnes nezvěstná socha sv. Huberta.